# 挖道兔
是一部2020年由美國的皮克斯動畫工作室製作、華特迪士尼工作室電影發行的動畫短片。該片由馬德琳·沙拉菲安（Madeline Sharafian）擔任編劇與導演，麥可·卡巴拉特（Michael Capbarat）擔任製片人。劇情講述一隻擬人化的棕色兔子試圖挖掘理想中的地下住所，卻在過程中不斷誤闖鄰居家而感到困窘。該片為皮克斯「火花短片」系列的第八部作品，於2020年12月25日在Disney+首播，在無法使用Disney+的地區，則與《靈魂急轉彎》一同在戲院上映。2024年1月12日，《挖道兔》與《靈魂急轉彎》於美國電影院重新上映。本片入圍第93屆奧斯卡金像獎的最佳動畫短片。

## 劇情簡介
在一處鄉間，一隻棕色小兔子想要挖掘屬於自己的地下住所。她在格線紙上畫了一張簡單又童趣的「夢想家園」草圖。剛開始挖掘時，遇到了鼴鼠與田鼠兩位新鄰居熱心前來幫忙，還展示了他們為家人設計的精緻地洞藍圖。小兔子因為自己的設計過於簡單且欠缺經驗而感到羞愧，於是急忙藏起圖紙，假裝自己很忙，接著瘋狂向下挖掘以避開他們。兩位鄰居看她舉止怪異，只好摸不著頭緒。
小兔子越挖越深，卻不斷誤闖其他地下鄰居的空間：先撞到圖書館裡的青蛙，接著誤闖正在烤鬆餅的刺蝟，然後又闖進蠑螈的澡堂，甚至被派對中的甲蟲和螞蟻當作「今晚表演嘉賓」。雖然鄰居們都不介意她闖進來，但她越來越感到尷尬，直到她挖到一個黑暗的洞穴，驚醒了門後那隻聽起來很兇猛的動物，才嚇得直衝到基岩層。她試圖在那裡挖大一點，準備建造新家。卻意外挖破了地下含水層，泉水突然湧入，眼看就要淹到鄰居們的地道。
小兔哭著鑽回黑暗洞穴，拚命呼喊那隻動物出來，並向牠解釋自己誤挖破含水層的窘境。沒想到那隻看似兇狠的動物原來是隻溫和嗜睡的獾，牠不但不生氣，反而吼叫招集其他鄰居，一起挖了一條排水通道，將水引導至地表，形成一股泉水，成功拯救大家的家園。兔子感激地向鄰居們展示她的草圖，他們幫她把設計改得更合理，最後蓋出一個與她夢想相符的新家，浴室裡還如她所願掛上了迪斯可球。

## 製作
2020年9月，皮克斯宣布將推出一部2D動畫短片《挖道兔》，原定在電影院隨《靈魂急轉彎》片前放映，成為繼《包子》後首部隨長片放映的皮克斯短片。該片由馬德琳·沙拉菲安執導，麥可·卡巴拉特製作。然而2020年10月9日，官方宣布改為在Disney+上首映。

## 配樂
雖然片尾未特別註明作曲者，但配樂採用了奧地利作曲家莫札特的作品，包括《雙簧管協奏曲》第三樂章與《魔笛》序曲。莫札特的名字列在片尾「特別感謝」名單中。

## 發行

### 電影院與串流平台
《挖道兔》於2020年12月25日在Disney+上線。原本計畫於2020年11月20日與《靈魂急轉彎》一同在電影院上映，但北美地區的院線上映被取消，改為於Disney+首播。在無法使用Disney+的國家，則依原計畫隨《靈魂急轉彎》於戲院上映。2024年1月12日，《挖道兔》與《靈魂急轉彎》於美國電影院重新上映。

### 評價
《Decider》的莉茲·科坎（Liz Kocan）給予《挖道兔》正面評價，形容這部短片「溫馨迷人、動畫精美，如同其他皮克斯短片一樣充滿真誠與情感」，並推薦：「快點串流來看！原本《挖道兔》計畫在電影院隨《靈魂急轉彎》片前放映，但現在兩者都在Disney+上播出，非常值得花六分鐘一看。」
《Syfy Wire》的塔拉·班奈特（Tara Bennett）也給予好評，稱該片「畫風溫馨可愛，就像從心愛的故事書中翻出的一頁」，並認為該片具有《小熊維尼》動畫電影的氛圍。

### 獎項
《挖道兔》獲提名大熊座獎（Ursa Major Awards）的最佳戲劇類短片。 該獎項專門表彰擬人化作品，是獸迷文化中最具代表性的獎項之一。
此外，該片亦入圍第93屆奧斯卡金像獎的最佳動畫短片，但最後敗給Netflix短片《無論如何我愛你》。
2021年，本片亦入圍第4屆好萊塢影評人協會電影獎「最佳短片」獎項。

## 其它登場
本片主角小兔子作為彩蛋出現在皮克斯動畫電影《青春養成記》中，她出現在女主角美玲的筆記本封面貼紙上。《挖道兔》導演馬德琳·沙拉菲安亦擔任《青春養成記》的分鏡畫師。

## 外部連結
- 在Disney+上觀看《挖道兔》 （因版權限制，本節目可能僅在部分地區上架。）
- 互联网电影数据库（IMDb）上《挖道兔》的资料（英文）
- 爛番茄上《挖道兔》的資料（英文）
- Youtube連結